# Ksar Taguersift
Ksar Taguersift (en arabe : قصر تاگرسيفت) est un village fortifié dans la province de Zagora, région de Draa-Tafilalet au sud-est du Maroc .